# تيري بريتون
تيري بريتون (بالفرنسية: Thierry Breton)‏ ، ولد 15 جانفي 1955 في باريس ، هو قائد في مجال الأعمال التجارية ، إدارة الشركات و سياسي فرنسي .

## مناصب
- نائب رئيس مجلس إدارة شركة Bull (1996-1997).
- رئيس مجلس الإدارة والرئيس التنفيذي لشركة تومسون (1997-2002).
- رئيس مجلس الإدارة والرئيس التنفيذي لأورنج (2002-2005).
- وزير الاقتصاد والمالية والصناعة من عام 2005 إلى عام 2007 في حكومة رافارين الثالثة.
- أستاذ في كلية هارفارد للأعمال (2007-2008).
- الرئيس والمدير التنفيذي لمجموعة أتوس من 2009 إلى 2019.
- مفوض السوق الداخلية في المفوضية الأوروبية منذ 27 نوفمبر 2019 خلفا لالزبيتا بينكوسكا.[5]

## أوسمة
- الوسام العلوي من درجة ضابط (2014).[6]

## روابط خارجية
- تيري بريتون على موقع مونزينجر (الألمانية)
- تيري بريتون على موقع إن إن دي بي (الإنجليزية)